# Amphiporeia virginiana
Amphiporeia virginiana is een vlokreeftensoort uit de familie van de Bathyporeiidae. De wetenschappelijke naam van de soort is voor het eerst geldig gepubliceerd in 1933 door Clarence Raymond Shoemaker.